# Mercedes-Benz Vision CLS
Mercedes-Benz Vision CLS — концептуальный автомобиль от немецкой компании Mercedes-Benz, представленный в 2003 году. Премьера концепт-кара состоялась в рамках Франкфуртского автосалона. При помощи данной модели концерн Daimler AG планировал выйти на новую рыночную нишу четырёхдверных купе, благодаря чему автомобиль получил вместительный кузов седана с характерным дизайном двухместных купе. В связи с успехом концепции у публики компанией было принято решение о продолжении работы и уже в 2004 году состоялся дебют новой серии автомобилей немецкой марки — CLS-класса в лице модели C219.

## История

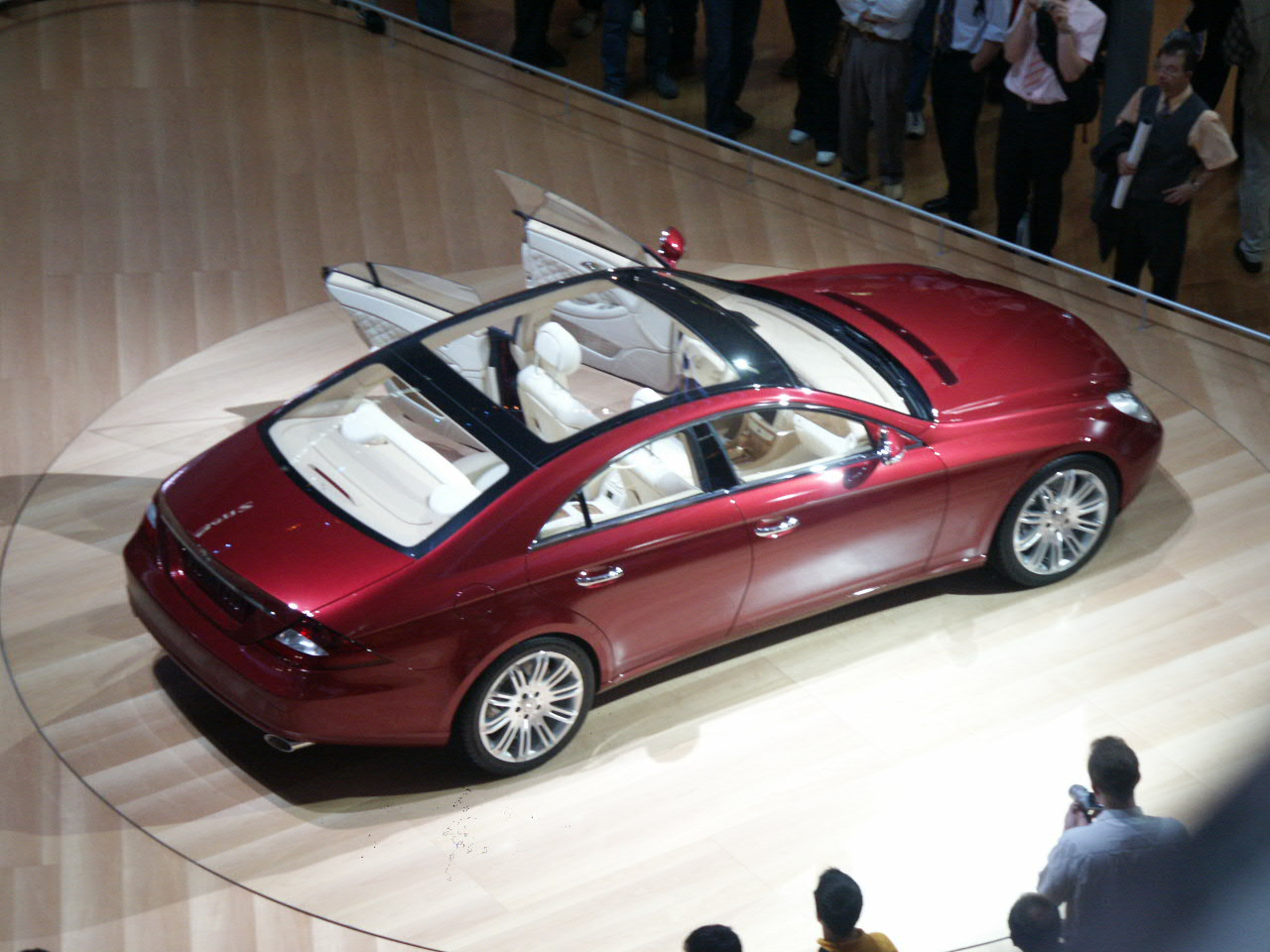
Вид автомобиля сверху

Концепт-кар Mercedes-Benz Vision CLS был представлен широкой публике осенью 2003 года на Франкфуртском автосалоне. В новом автомобиле инженеры и дизайнеры компании решили совместить практичность повседневных автомобилей в кузове седан и экстерьер купе. В результате концепт-кар получил четыре двери, вместительный салон с четырьмя посадочными местами, а также плавный, с большими наклонами плоскостей внешний дизайн. По сути автомобиль стал промежуточным звеном между E и CLK-классами компании.
Vision CLS — это поколение купе, которое идёт впереди остальных.Юрген Хабберт, бывший член правления DaimlerChrysler и глава Mercedes Car Group
Автомобиль оснастили дизельным твин-турбо V6 двигателем мощностью 265 л. с. (195 кВт, 560 Н·м крутящего момент) и 7-ступенчатую АКПП 7G-Tronic. Разгон с 0 до 100 км/ч составлял 6,4 секунды с ограничением электроникой максимальной скорости в 250 км/ч. При этом автомобиль полностью соответствовал нормам Евро-4 с расходом топлива (NEDC) в 7,5 литра на 100 км.
Их технических решений на автомобиле Vision CLS присутствовали система Active Light System от Mercedes-Benz E-класс (W211), система динамичного освещения поворотов, электрогидравлические тормоза Sensotronic Brake Control от Mercedes-Benz SL (R230), адаптивные передние и боковые подушки безопасности, преднатяжители ремней с ограничителями усилия натяжения.
В плане интерьера модель получила приборную панель и передние стойки обитые кожей, стеклянную крышу, багажник объёмом 470 литров. Мягкая кожаная обивка была также использована на сиденьях и дверных панелях. Расстояние между передними и задними сиденьями составляет 83 сантиметра. Запас в 92 см в задней части автомобиля вышел далеко за рамки обычных размеров для купе подобных размеров.
Дальнейшим развитием концепт-кара стал отдельный Mercedes-Benz CLS-класс, запущенный в производство в 2004 году.

## Описание

### Экстерьер
Автомобиль послужил отправной точкой для будущей серии четырёхдверных купе компании. На нём были отработаны многие дизайнерские решения, которые легли в основу первого поколения CLS-класса. Передняя часть кузова получила как новые, так и уже известные технологические решения. Особенностью концепт-кара стала передняя оптика особой формы, напоминающей банан, благодаря чему за серийной версией модели закрепилось аналогичное прозвище. Особым элементом передней части автомобиля также стали центрально расположенная фирменная эмблема компании в виде звезды и сетчатая решётка радиатора, а также иные конструктивные особенности, характерные для продукции компании.
Боковой вид автомобиля характеризуется плавными, округлыми и гладкими линиями. Характерной особенностью стала высокая поясная линия кузова. Дугообразная крыша плавно начинается от капота и заканчивается у багажника. Заднюю часть модели украшают фонари особой формы, центральная фирменная эмблема и выхлопные трубы.

### Интерьер

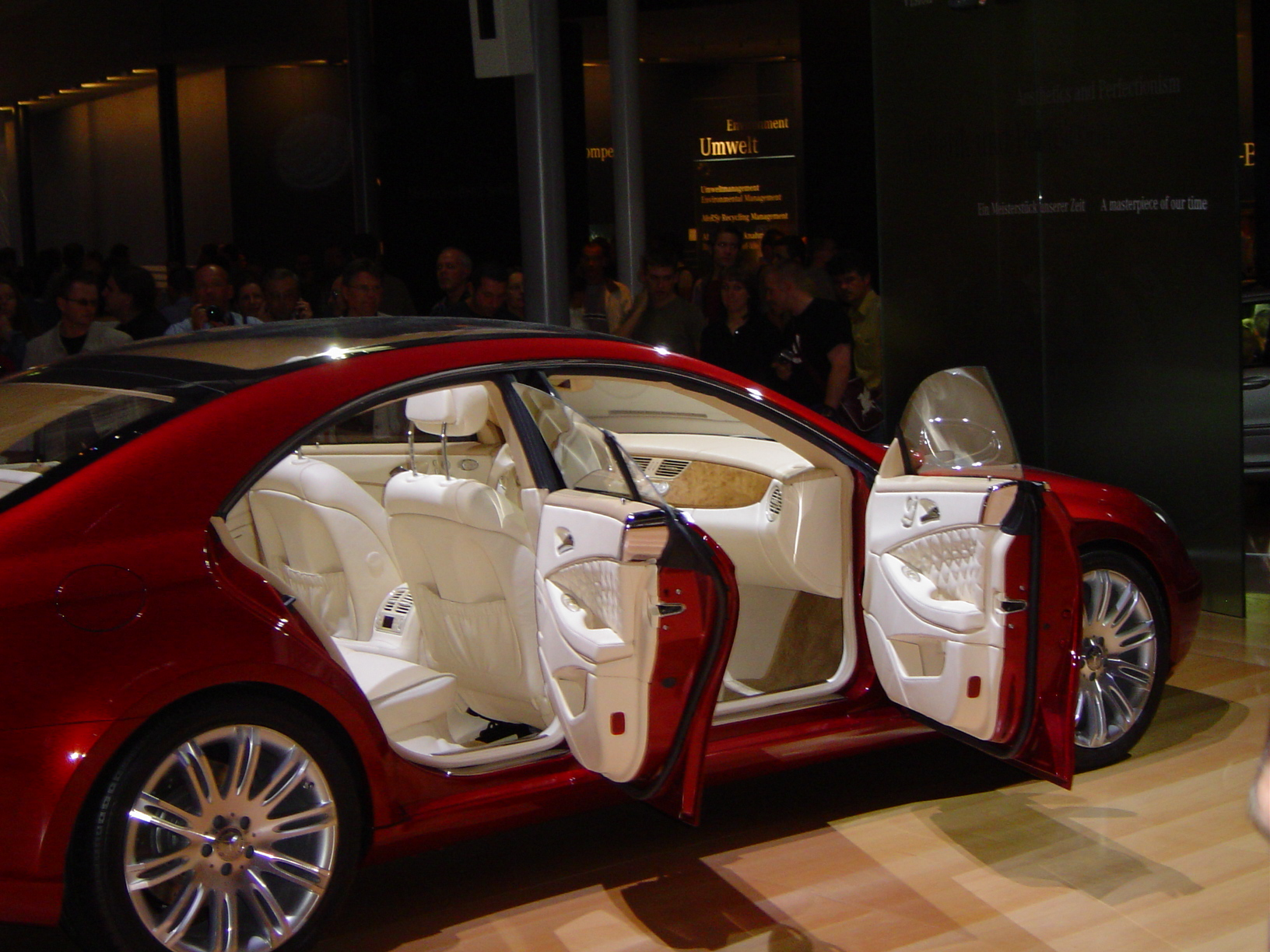
Салон автомобиля

В оформлении салона концепт-кара компания применила яркие цветовые решения, а также различные обивочные материалы, такие как дерево и кожа. Панель приборов и A-стойки отделали натуральной кожей, обработанной в соответствии с традиционными методами. Мягкая светлая кожаная обивка также использовалась на сиденьях и дверных панелях. Деревянная отделка представляла собой светлый дубовый шпон ручной обработки с зернистой текстурой.
Внутреннее пространство Vision CLS установило новые стандарты для автомобилей в кузове купе. Расстояние до 83 сантиметров между передним и задним сиденьями сблизило модель с классическими седанами. Запас пространства в задней части размером в 92 сантиметра значительно превосходил обычные размеры для купе таких габаритов. Задние пассажиры разделены центральным туннелем, где нашлось достаточно места для подстаканников, отсека для мелочей, климат-контроля и аудиосистемы. Объём багажника составил 470 литров (по нормам VDA).

### Двигатель
В качестве силового агрегата для автомобиля было принято решение установить практичный дизельный двигатель (цель концептуального автомобиля — совместить практичность с харизматичным экстерьером). Тем не менее, некоторые автомобильные журналисты нашли данное решение спорным. Максимальная мощность агрегата составляет 195 кВт (265 л. с.), крутящий момент — 560 Н·м. Для передачи мощности к колёсам была использована семиступенчатая автоматическая коробка передач 7G-Tronic. В результате от 0 до 100 км/ч модель разгоняется за 6,4 секунды, а максимальная скорость ограничена электроникой на отметке в 250 км/ч. Несмотря на высокие показатели мощности автомобиль полностью соответствует экологическим нормам Евро-4 и имеет комбинированный расход топлива (по методике NEDC) 7,5 литра на 100 км.

### Ходовая часть
Концепт-кар Vision CLS получил спортивно настроенное шасси, пневмоподвеску Airmatic DC (независимая как спереди, так и сзади), чувствительный к изменению скорости усилитель руля, а также 19-дюймовые легкосплавные колёсные диски с низкопрофильной резиной. Модель имеет классическую переднемоторную заднеприводную компоновку. Тормозная система дисковая, вентилируемая (спереди).

### Безопасность
Передние сиденья концепт-кара оснастили адаптивными подушками безопасности, надувными оконными шторками и боковыми подушками безопасности, а также натяжителями ремней и адаптивными ограничителями силы ремня на всех сиденьях. Другие технические особенности Vision CLS включают систему активного освещения, вращающиеся биксеноновые лампы для подсветки дорожного пространства при прохождении поворотов, а также электрогидравлическую тормозную систему Sensotronic Brake Control (SBC).